# Qara Qarayev (stanice metra v Baku)
Qara Qarayev je stanice na lince 1 a 2 metra v Baku, která se nachází mezi stanicemi Koroğlu a Neftçilər.

## Popis
Stanice byla otevřena 6. listopadu 1972. Původně se jmenovala Avrora.